# Szerb Királyság (1882–1918)
A Szerb Királyság vagy Szerbia (szerbül: Краљевина Србија/Kraljevina Srbija), angol írásmód szerint olykor Szervia, egy 1882-ben, IV. Milán szerb fejedelem királlyá koronázásakor létrejövő államalakulat a Szerb Fejedelemség helyén.
Szerbia lett az első világháború után, 1919-ben a párizsi béketárgyalásokon létrehozott Jugoszlávia hivatalos jogelődje. A valóságban a Szerb Királyság csak 1918-ig létezett, ekkor ugyanis csatlakozott a Szlovén–Horvát–Szerb Államhoz, majd létre jött a Szerb–Horvát–Szlovén Királyság. Az országot a Karađorđević-ház tagjai irányították.

## Története

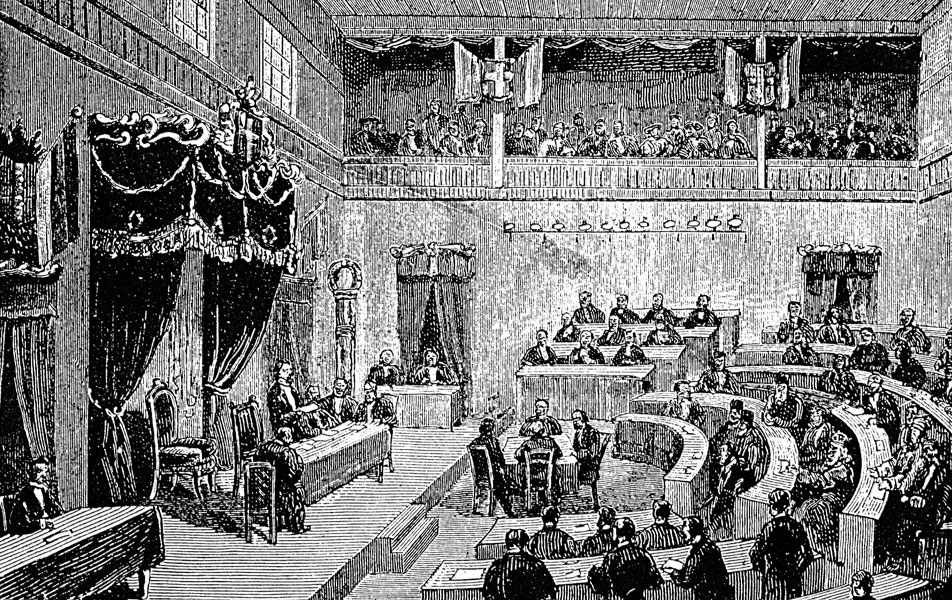
A Szerb királyság 1882-es kikiáltása.

### Szerb Fejedelemség
A Szerb Fejedelemség az 1804–1817. között lezajlott szerb forradalom hatására alakult meg a Balkán területén. A komoly és erőteljes ellenállás, valamint az oszmán hatóságok válaszlépései ellenére a forradalom vezető – először Karađorđe Petrović majd utána Miloš Obrenović – sikeresen szabadították fel az országot az oszmánok uralma alól.
Kezdetben csak a Szendrői Szandzsák területére terjedt ki a fejedelemség fennhatósága, de 1831. és 1833. között keletre, délre és nyugatra is terjeszkedett. Az ottomán seregeket 1867-re űzték ki a területről, így megvédték de facto függetlenségüket. 1878-ban tovább terjeszkedett délkeleti irányba. Az ebben az évben aláírt berlini békeszerződésben ismerték el hivatalosan is független országnak. A fejedelemség 1882-ig létezett, ekkor kikiáltották a Szerb Királyságot.

Szerbia 1878-ban

### Szerb–bolgár háború
A szerb–bolgár háború a Szerb királyság és a Bolgár Fejedelemség között zajlott le 1885. november 14. és 28. között. A szerbek számára vereséggel zárult a háború, ugyanis fő céljukat, Szlivnica elfoglalását nem sikerült kivitelezniük. A bolgárok a szlivnicai csata után sikerrel verték vissza a szerb támadást, és még az ellenség területére is be tudtak hatolni. Pirotot elfoglalták, így egészen Nišig nyomulhattak. Mikor az Osztrák–Magyar Monarchia jelezte, hogy a szerbek oldalán beszáll a háborúba, a bolgárok kivonultak a megszállt területekről. A szerb–bolgár határok változatlanul megmaradtak. A békeszerződést 1886-ban Bukarestben írták alá. Az európai nagyhatalmak ekkor ismerték el Bulgária 1885-ös egyesítését.

### Bosznia-Hercegovina annektálása
Az 1908–1909-es boszniai krízis akkor robbant ki, hogy Bulgária kikiáltotta a függetlenségét, majd egy nappal később az Osztrák-Magyar Monarchia bejelentette az 1876 óta felügyelete alatt álló Bosznia-Hercegovina annektálását. Ezt a területet túlnyomó részt szlávok (szerbek, horvátok és muzulmán vallású szláv népcsoportok) népesítették be. Oroszország, a Brit Birodalom, Olaszország, Szerbia, Montenegró, Németország és Franciaország is érdeklődéssel figyelte az eseményeket. 1909-ben kiegészítették a berlini békeszerződést, és ezzel elismerték az újonnan kialakult status quót. Ez végleg megrontotta az Osztrák–Magyar Monarchia viszonyát Oroszországgal és Szerbiával is. Az annektálás és az erre adott válaszok is az első világháború kiváltó eseményei közé tartoznak.

### A Balkán-háború és a változások kezdete
Szerbia megnyerte a két Balkán-háborút, így a Közép-Balkánban jelentős területekre tett ismét szert, eredeti területét majdnem megkétszerezte. A Balkán-háborúk alatt 1912-ben a törököktől megszerzi Koszovót, Montenegrótól pedig Metóhiát. A területi változások miatt az évszázadok alatt teljesen megváltozott a szerb és albán nép részaránya.
Az első Balkán-háborút lezáró londoni békeszerződés aláírása után nemzetközileg is elismerték, hogy Koszovó Szerbiához tartozik. Metóhia északi része ugyanakkor Montenegrónál maradt. Mivel a Balkáni Liga tagjai nem tudtak megállapodni Makedónia hovatartozásáról, ezért kitört a második Balkán-háború. Ezt a háborút 1913-ban Szerbia, Románia, Görögország ès Montenegró vívta Bulgáriával szemben. A vitás kérdéseket végül ugyanebben az évben a bukaresti békeszerződésben rendezték. Szerbia szerezte meg a mai ország teljes területét.

### Szarajevói merénylet
Az akkor az Osztrák–Magyar Monarchiához tartozó Szarajevóban 1914. június 28-án elkövetett merénylet áldozata Ferenc Ferdinánd volt. Ez az esemény felfűtötte a monarchia és Szerbia között a feszültségeket. A merénylet mögött a Bosznia–Hercegovina függetlenségéért küzdő Fekete Kéz mozgalom állt. A merényleteket alacsonyabb beosztású civilek és hivatalnokok támogatták, akik megszervezték a merénylő utazását és felfegyverzését is. A szerb hadsereg katonái képezték ki őket, és ők biztosítottak térképeket, lőszereket, fegyvereket is. Az összeesküvőket 1914. októberben Szarajevóban állították bíróság elé.
A merénylet politikai célja az volt, hogy az Osztrák–Magyar Monarchia déli, szlávok lakta területeit leválassza a Birodalomról. Ez nemzetközi folyamatok olyan sorozatát indította be, melyben Oroszország éppúgy érintett volt, mint a nagy nyugat-európai hatalmak. A következő 37 nap során a kontinensen kitört a háború.

### Az első világháború
Az első világháborúban Szerbia aratta az antanthatalmak első győzelmét. 1915-ben azonban az osztrák–magyar, a német és a bolgár hadsereg összevont erői elfoglalták az egész ország területét. A szerb hadsereg a legjobb idejében 420 000 katonát vonultatott fel, a háború végén azonban már csak 100 000 fő szolgált a kötelékében. A Szerb Királyság 1 100 000 lakosa halt meg, ami a lakosságának 27%-át tette ki.
A háború végén pár nap alatt radikális változások zajlottak le az országban. A podgoricai népgyűlés segítségével magába olvasztotta Montenegrót, majd egyesült a magát függetlennek kikiáltó Szlovén–Horvát–Szerb Állammal, és így létrejött a Szerb–Horvát–Szlovén Királyság. Az új állam élén is a szerb uralkodó állt.

## Uralkodók
Fennállása alatt a Szerb királyságtrónján két uralkodói dinasztia, az Obrenović-ház és a Karađorđević-ház osztozott. I. Milán 1882. március 6. és 1889. március 6. között uralkodott. Ekkor fia javára lemondott a trónról. Utána 1889. március 6 és 1903. június 11. között I. Sándor követte a trónon. Őt a hivatalnokok egy csoportja távolította el az ország éléről. Egész Európát sokkolta, mikor a Fekete Kéz kivégezte a királyt és feleségét, Draga királynét. Ezzel megnyílt a trónhoz vezető út Karađorđe leszármazottai előtt. Az egész Balkán szerbsége úgy tekintett rá, mint a törökök kiűzőjére. I. Péter kezdetben nem akarta elfoglalni a trónt, mivel nem értett egyet az azt megelőző puccsal. Végül azonban elfogadta a felkérést, és 1903. június 15. és 1918. december 1. – a Szerb–Horvát–Szlovén Királyság megalakulása – között (beleértve az első világháború időszakát is) ő irányította az országot.
- I. Milán (1882. március 6. és 1889. március 6. között)
- I. Sándor (1889. március 6 és 1903. június 11. között)
- I. Péter (1903. június 15. és 1918. december 1. között)

## Városok
A Szerb királyság legnagyobb városai, és 1910–1912-es lakosságszámuk:
- Belgrád – 100 000
- Prizren – 60 000
- Bitola – 54 000
- Szkopje – 50 000
- Niš – 25 000
- Veles – 24 000
- Pristina – 20 000
- Prilep – 20 000
- Kragujevac – 18 500
- Ohrid – 18 000
- Leskovac – 14 300
- Tetovo – 14 000
- Požarevac – 13 600
- Šabac – 12 800
- Kosovska Mitrovica – 12 000
- Vranje – 10 500
- Pirot – 10 000

## Külső hivatkozások
- Kingdom of Serbia in 1918
- Map

Koordináták: é. sz. 44° 49′, k. h. 20° 28′44.816667°N 20.466667°E